# Yanne Bidonga
Yanne Bidonga, hay Yann Bidonga (sinh ngày 20 tháng 3 năm 1979) là một thủ môn bóng đá người Gabon thi đấu cho AS Mangasport ở Gabon Championnat National D1.

## Sự nghiệp
Sinh ra ở Bakoumba, Bidonga dành toàn bộ sự nghiệp thi đấu ở Mangasport. Anh được bình chọn là thủ môn xuất sắc nhất mùa giải 2009–10.
Bidonga nhiều lần khoác áo cho Đội tuyển bóng đá quốc gia Gabon, và từng thi đấu tại Cúp bóng đá châu Phi 2012. Anh ra mắt quốc tế ở vị trí dự bị trong trận giao hữu với Mali vào ngày 18 tháng 3 năm 2001.